# Třída Blake (1889)
Třída Blake byla první postavená třída chráněných křižníků první třídy britského královského námořnictva. Ve službě byly v letech 1892–1907. V době svého dokončení to byly největší britské křižníky, neboť měly výkonný pohonný systém a velké zásoby paliva.

## Stavba
Plavidla navržená britským konstruktérem Wiliamem Whitem se stala vzorem pro následující třídy britských velkých chráněných křižníků. Celkem byly v letech 1888–1894 postaveny dvě jednotky této třídy. První postavila loděnice Chatham Dockyard v Chathamu a druhý loděnice Thames Iron Works v Blackwallu v Londýně.
Jednotky třídy Blake:
| Jméno    | Loděnice          | Založení kýlu | Spuštěna           | Vstup do služby | Poznámka                                                                                  |
| -------- | ----------------- | ------------- | ------------------ | --------------- | ----------------------------------------------------------------------------------------- |
| Blake    | Chatham Dockyard  | červenec 1888 | 23. listopadu 1889 | 2. února 1892   | Roku 1907 vyřazen, odzbrojen a dále využíván jako depotní loď. Roku 1922 prodán do šrotu. |
| Blenheim | Thames Iron Works | říjen 888     | 5. července 1890   | 26. května 1894 | Roku 1907 vyřazen, odzbrojen a dále využíván jako depotní loď. Roku 1922 prodán do šrotu. |

## Konstrukce

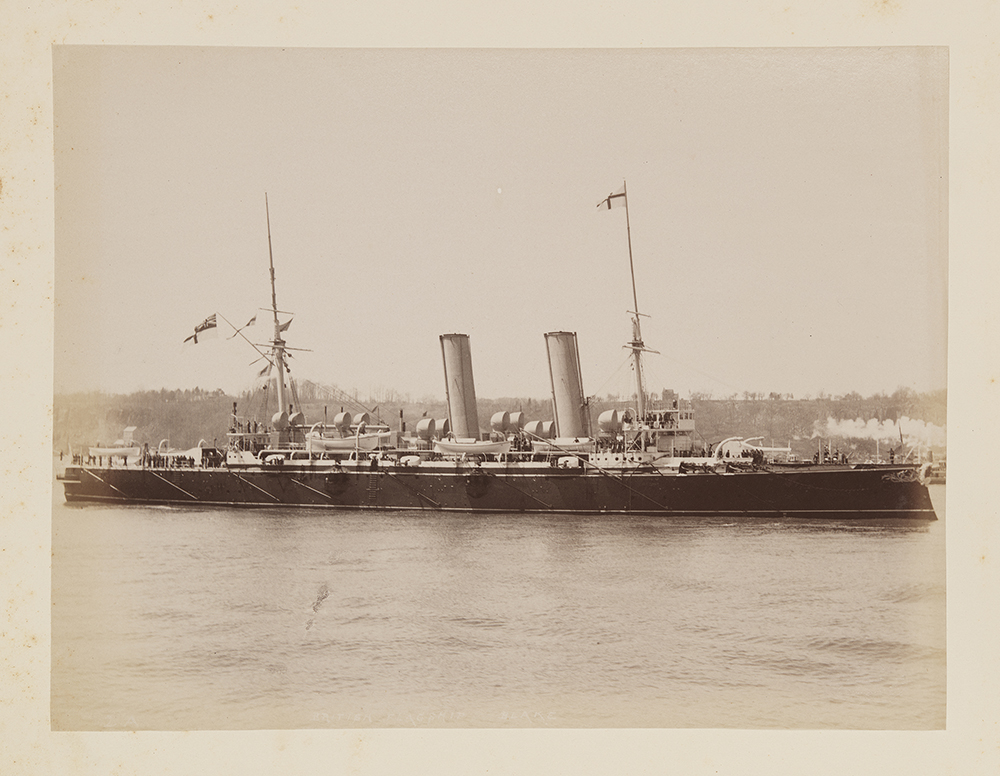
HMS Blake

Hlavní výzbroj tvořily dva 234mm kanóny, které doplňovalo deset 152mm kanónů v trupových kasematách. Dále nesly šestnáct 47mm kanónů a čtyři 356mm torpédomety. Pohonný systém tvořilo šest kotlů a dva parní stroje s trojnásobnou expanzí o výkonu 13 000 hp, pohánějící dva lodní šrouby. Nejvyšší rychlost dosahovala 20 uzlů. Dosah byl 10 000 námořních mil při rychlosti 10 uzlů.

### Modernizace
Nespolehlivé kotle křižníku Blake byly roku 1899 vyměněny.